# 11 авеню, 100
11 авеню, 100 — жилое 23-этажное высотное здание в Манхэттене, Нью-Йорк, расположенное на пересечении 19 улицы и Вест-Сайд-Хайвей. Архитектором является Жан Нувель, лауреат Притцкеровской премии. Здание обладает одной из самых технологически продвинутых фасадных систем в Нью-Йорке.

## Разработка и строительство
Застройщики Крейг Вуд (англ. Craig Wood) и Кёртис Башоу (англ. Curtis Bashaw) обратились с предложением о строительстве здания с мерцающим фасадом на берегу Гудзона к передовому французскому архитектору Жану Нувелю («Ателье Жана Нувеля»), обладателю Притцкеровской премии, и к местной нью-йоркской компании Beyer Blinder Belle. Дизайн здания Жан Нувель спроектировал специально для района Челси, архитектор говорил, что не может представить такое здание в другом месте, даже в любом другом месте Нью-Йорка.
При строительстве разработчики столкнулись с серьёзными финансовыми трудностями. The Wall Street Journal приводил строительство данного здания как иллюстрацию проблемы рынка кондоминиумов в целом по Манхэттену.
Строительство здания было завершено к 2010 году.

## Описание и контекст
Здание расположено в западной части Манхэттена, в историческом районе Челси. Его окружают многочисленные магазины, рестораны и галереи. В апартаментах с видом на запад открывается вид на реку Гудзон, Нью-Джерси и Челси Пирс, куда в 1912 году должен был приплыть Титаник. В апартаментах с видом на восток открывается панорама Манхэттена. Рядом расположено здание редакции журнала Newsweek.
Главная южная часть экстерьера здания состоит примерно из 1647 оконных стёкол, разных по размеру (в диапазоне от 11 до 16 футов в высоту и ширину, 37 метров в диаметре), оформленных в огромные стальные рамы, каждое из этих стёкол наклонено под разным углом и направлением. На севере и востоке фасады облицованы чёрным кирпичом.
11 авеню, 100 является LEED-сертифицированным зданием. Оно имеет такие свойства, как низкий уровень выбросов переработанных материалов и естественная вентиляция.